# Ganglions lymphatiques mésentériques supérieurs
 (février 2025).
Les ganglions lymphatiques mésentériques supérieurs peuvent être divisés en trois groupes principaux :
- ganglions lymphatiques mésentériques
- ganglions lymphatiques iléo-coliques
- ganglions lymphatiques mésocoliques

## Structure

### Ganglions lymphatiques mésentériques
Ils sont au nombre de cent à cent cinquante et se répartissent en deux groupes principaux :
- un groupe iléo-colique situé près de la paroi de l'intestin grêle, près des afférences terminales de l'artère mésentérique supérieure ;
- un deuxième groupe plus important, mésocolique, proche des gros vaisseaux.

### Ganglions lymphatiques iléo-coliques
Les ganglions iléo-coliques, au nombre de dix à vingt, forment une chaîne autour de l'artère iléo-colique, mais ont tendance à se subdiviser en deux groupes, l'un près du duodénum et l'autre sur la partie inférieure du tronc de l'artère. Là où le vaisseau se divise en ses branches terminales, la chaîne est divisée en plusieurs groupes :
- (a) iléal, par rapport à la branche iléale de l’artère;
- (b) iléo-colique antérieur, généralement composé de trois ganglions, dans le pli iléo-colique, près de la paroi du caecum;
- (c) iléo-colique postérieur, généralement placé dans l'angle entre l'iléon et le côlon, mais situé en partie derrière le cæcum à sa jonction avec le côlon ascendant;
- (d) entre les couches du mésentériole de l'appendice ;
- (e) colique droite, le long du côté médial du côlon ascendant.

### Ganglions lymphatiques mésocoliques
Les ganglions lymphatiques mésocoliques sont nombreux et se situent entre les couches du mésocôlon transverse, en étroite relation avec le côlon transverse ; ils sont mieux développés au voisinage des angles coliques droit et gauche.
Une ou deux petites formations ganglionnaires sont parfois observées le long du tronc de l'artère colique droite et d'autres sont trouvées en relation avec le tronc et les branches de l' artère colique moyenne.

## Fonction
Les ganglions mésentériques supérieures drainent la lymphe des organes vascularisés par l'artère mésentérique supérieure, à savoir le jéjunum, l'iléon, le caecum, l'appendice et des parties ascendantes et transverses du côlon. Ils sont ensuite drainés par les ganglions pré-aortiques.

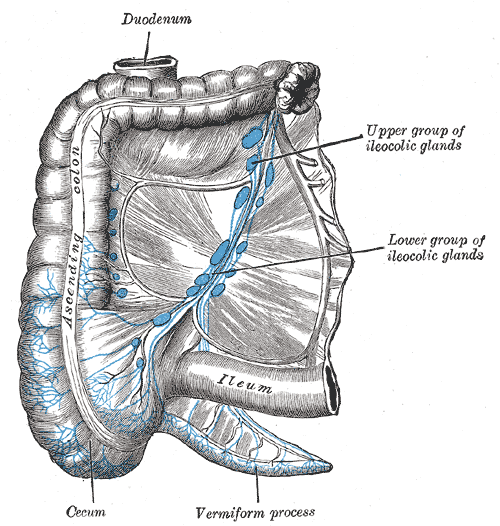
Le réseau lymphatique du caecum et de l'appendice vus de l'avant.
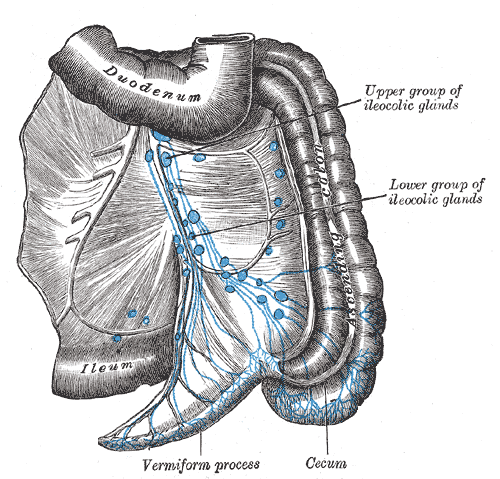
Le réseau lymphatique du caecum et de l'appendice vus de l'arrière.